# Papiery po Glince
Papiery po Glince. Opowiadanie z życia Karola Radziwiłła „Panie Kochanku” – opowiadanie historyczno-obyczajowe Józefa Ignacego Kraszewskiego z 1872 roku.
Wstępnie publikowane w odcinkach w warszawskim czasopiśmie „Niwa” (nr 1–5, 7 z 1872) i w tym samym roku w wydaniu książkowym nakładem Maurycego Orgelbranda. Później ujęte w dwóch wydaniach zbiorowych: „Wybór powieści J.I. Kraszewskiego” u księgarza Michała Glücksberga (Warszawa 1883) oraz w serii „Kraszewski na nowo odczytany” w wydawnictwie Władysława Bąka (Łódź-Wrocław 1947). Następne wydania powojenne (1962, 1988) ukazały się w edycji Ludowej Spółdzielni Wydawniczej, opartej na pierwodruku z 1872 roku.

## Tło powstania i cechy utworu
Jeden z krótszych utworów pisarza powstałych w wyniku zainteresowania barwną postacią księcia Karola Radziwiłła i jego otoczenia. Swej opowieści autor nadał postać szlacheckiej gawędy, gatunku beletrystyki często stosowanego w polskiej historycznej literaturze pamiętnikarsko-wspomnieniowej. Fabuła umieszczona jest w XVIII wieku, który szczególnie przyciągał uwagę Kraszewskiego ze względu na charakterystyczne cechy obyczajowości wraz z jaskrawymi przejawami sarmatyzmu w przedrozbiorowym życiu narodowym i społecznym. Tytuł „z papierów po Glince” ma sugerować autentyczność opisywanych zdarzeń, wskazując jako narratora wspomnień jednego z dworzan księcia wojewody wileńskiego. Zabawna fabuła przedstawia historię sprytnego szlachcica, który zwiódł wszechwładnego magnata, co stanowi wykorzystanie popularnego motywu z podań ludowych o „chłopie, co oszukał diabła”. Pośrednio wyrażony krytycyzm zawarty jest we wnikliwie ukazanej obyczajowości ówczesnego życia dworskiego i szlachty litewskiej, z uwydatnieniem roli relacji klienckich na dawnych kresach Rzeczypospolitej.

## Zarys fabuły

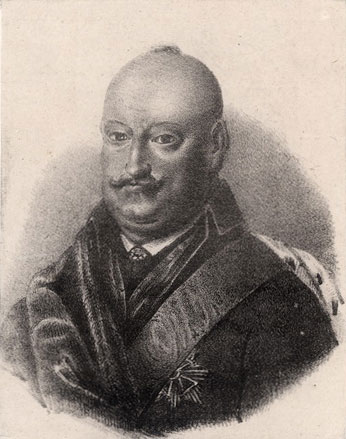
Książę wojewoda Karol Radziwiłł „Panie Kochanku” (litografia Józefa Oziębłowskiego, 1843)

Na radziwiłłowski dwór księcia w Nieświeżu przybywa drobny szlachcic Krzyski. Dziwacznie odziany, podejrzanego pochodzenia wędrowiec wkupuje się w łaski magnata ofiarowując mu butelkę wina pozostawionego przez biblijnego Noego. Podejrzliwie i niechętnie przyjęty jako natręt przez gościnnego i hojnego Radziwiłła, ostatecznie zyskuje miejsce i utrzymanie jako jeden z licznych rezydentów nieświeskiego dworu. W zamian bezustannie przypodchlebia się magnatowi, zabawiając go swoistym dowcipem i facecjami, dopóki nie staje się całkiem uciążliwy. Jednakże wszelkie próby pozbycia się przybłędy, włącznie z zamiarem ożenienia go z którąś z dworskich panien, okazują się bezskuteczne. Dodatkowo, ku niezadowoleniu Radziwiłła, swoje zaloty kieruje on w końcu ku bliskiej niegdyś księciu pannie ciwunównie Zorynie Piskulskiej, a wszelkie próby przerwania tej znajomości zawodzą. Kiedy wreszcie dochodzi do oświadczyn i przygotowywań ślubnych, poczucie honoru i rodowej sławy magnata nie pozwala mu wyposażyć małżonków gorzej niż w nowy dwór z dochodowym folwarkiem. Tym sposobem włóczęgowski szlachcic-chudopachołek pozyskuje majątek, który chytrymi zabiegami wobec księcia (m.in. z okazji chrzcin potomka), i w późniejszym czasie bezustannie powiększa i pomnaża. Wkrótce okazją do pozyskania nowych dóbr staje się nawet śmierć żony Krzyskiego i szybki następny ożenek z majętną panną, której okpiony i ponownie wykorzystany Radziwiłł przewidująco życzy tym razem długich lat życia.